# Aquilegia nuragica
Aquilegia nuragica es una especie de planta herbácea de la familia Ranunculaceae. Es endémica de Italia en la isla de Cerdeña su natural hábitat es el matorral Mediterráneo donde crece en un área de 50 m² cerca de Dorgali en el río Flumineddu.

## Descripción
Es una planta herbácea perenne erecta que alcanza los 25–45 cm de altura, glauca en la base y con finos pelillos en la parte alta. Las hojas basales tienen 15–20 cm de longitud. En los tallos hay pequeñas hojas divididas en tres segmentos, no siempre claramente separados. Tienen de 3 a 5 flores solitarias de color azul o blancas de 25–35 mm de ancho y alto. El fruto es una cápsula. 

## Taxonomía
Aquilegia nuragica, fue descrita  por Arrigoni & E.Nardi y publicado en Bollettino della Società Sarda di Scienze Naturali 17: 215, en el año 1978.
Etimología
Ver: Aquilegia
nuragica: epíteto geográfico que alude a su localización en Nuragus.